# غابرييل فينيزيانو
غابرييل فينيزيانو (بالإيطالية: Gabriele Veneziano)‏ من مواليد 7 سبتمبر 1942 ، هو فيزيائي نظري وأحد رواد نظرية الأوتار.

قضى معظم نشاطاته العلمية في مركز سرن (اختصاراً لـ«المنظمة الأوروبية للأبحاث النووية») في جنيف، سويسرا. حصل عام 2006 على قلادة ألبرت أينشتاين من معهد ألبرت أينشتاين في برن بسويسرا.